# Harald Bohr
Harald August Bohr (Copenhague, 22 de abril de 1887-Gentofte, 22 de enero de 1951) fue un matemático y jugador de fútbol danés. Después de recibir su doctorado en 1910, Bohr se convirtió en un eminente matemático, fundando el campo de las funciones casi periódicas. Su hermano Niels fue ganador del Premio Nobel de Física. Fue miembro del equipo de fútbol nacional danés en los Juegos Olímpicos de 1908, donde ganó una medalla de plata.

## Biografía
Bohr nació en 1887, hijo de Christian Bohr, profesor de fisiología, luterano y Ellen Adler Bohr, procedente de una familia judía acomodada de renombre local. Harald tuvo una estrecha relación con su hermano mayor Niels, que The Times comparó con la de capitán Cuttle y el capitán Bunsby en la obra de Charles Dickens Dombey e hijo.

## Carrera matemática
Como su padre y hermano antes que él, en 1904 Bohr se matriculó en la Universidad de Copenhague, donde estudió matemáticas, obteniendo su licenciatura en 1909 y su doctorado un año más tarde. Sus tutores fueron Hieronymus Georg Zeuthen y Thorvald N. Thiele. Bohr trabajó en análisis matemático y gran parte de sus primeros trabajos se dedicaron a la serie de Dirichlet incluyendo su tesis doctoral, que se titula Bidrag til de Dirichletske Rækkers lomenos (Contribuciones a la teoría de la serie de Dirichlet). Una colaboración con el matemático de Gotinga Edmund Landau resultó en el teorema de Bohr–Landau, que desarrolla la distribución de los ceros de la función zeta de Riemann.
Después, Bohr siguió trabajando en análisis matemático, fundando el campo de las funciones casi periódicas y junto al matemático de Cambridge G. H. Hardy.
En 1915 se convirtió en profesor del Polyteknisk Læreanstalt, trabajando allí hasta 1930, cuando pasó a ocupar una cátedra en la Universidad de Copenhague. Permaneció en este puesto durante 21 años, hasta su muerte en 1951. Børge Jessen fue uno de sus estudiantes.
También fue invitado al Institute for Advanced Study en el verano de 1948.
En la década de 1930, Bohr fue un líder crítico con las políticas antisemitas arraigadas en la comunidad matemática alemana, publicando un artículo en el que criticaba las ideas de Ludwig Bieberbach en el periódico Weekendavisen en 1934.

## Fútbol
Bohr también fue un excelente futbolista. Tuvo una carrera larga jugando con el Akademisk Boldklub, donde debutó en 1903, con 16 años. La temporada 1905-1906 jugó junto a su hermano Niels, que era portero. Harald fue seleccionado para jugar con la selección danesa de fútbol en los Juegos Olímpicos de 1908, donde el fútbol fue deporte oficial por primera vez. En el partido, Bohr anotó dos goles y Dinamarca venció por 9–0 al equipo francés "B". En el siguiente partido, la semifinal, Bohr jugó en la victoria contra el equipo oficial de Francia, en el que sigue siendo un récord olímpico a día de hoy: 17–1. Dinamarca jugó contra Gran Bretaña en la final, pero perdió 2–0, quedando como medallistas de plata. Después de los Juegos Olímpicos, jugó de nuevo en el equipo nacional, en una victoria por 2 contra un equipo amateur de Inglaterra en 1910. Su popularidad como futbolista fue tal que cuando defendió su tesis doctoral la audiencia estaba más concurrida de aficionados al fútbol que de matemáticos.

## Profesor
Harald Bohr era conocido como un profesor académico extremadamente capaz y el premio anual a la enseñanza sobresaliente en la Universidad de Copenhague se llama Harald, en su honor. Junto a Johannes Mollerup, Bohr escribió un influyente libro de cuatro volúmenes Lærebog me Matematisk Analyse (Libro de texto en análisis matemático).